# Ленинский университет миллионов
«Ле́нинский университе́т миллио́нов» — советская теле- и радиопередача; готовилась Главными редакциями пропаганды Центрального телевидения и Всесоюзного радио. Представляла собой чтение лекций на темы теории марксизма-ленинизма или комментариев к той или иной работе В. И. Ленина.
Радио- и телепрограммы выходили в эфир, как правило, в начале вечера, в популярное среди слушателей и зрителей время. Радиопередача шла по I программе Всесоюзного радио с 1970 по 1982 (1 раз в неделю, в 18:40, продолжительность передачи 20 минут). Одноимённая телепередача выходила по I программе Центрального телевидения с 1966 до 1985 (1 раз в неделю в 18:30, продолжительность 30 минут). В телепередачах освещались проблемы марксистско-ленинской философии, истории КПСС, политической экономии, научного коммунизма. Радиопередачи готовили журналисты Г.Виноградова, В.Кучин, К.Воеводина, на них выступали с лекциями, адаптированными к популярному уровню, авторитетные ученые, занимавшиеся марксистско-ленинской теорией. Один раз в месяц на радио в эфир выходила передача по письмам — «Почта Ленинского университета миллионов».
В рамках передачи было испробовано множество жанров, методов построения передач, форм взаимодействия со зрителем. Телепередача, по мнению тогдашнего главного редактора Учебного телевидения Вилена Егорова, была самым массовым распространителем политических и экономических знаний в стране.
Леонид Парфёнов заявил в интервью одесскому телеканалу «Думская ТВ» 01.06.17, что «Ленинский университет миллионов» был прекрасной программой, но в ней был один недостаток — её никто не смотрел.